# Polarfotblomfluga
Polarfotblomfluga (Platycheirus magadanensis) är en tvåvingeart som beskrevs av Mutin 1999. Polarfotblomfluga ingår i släktet fotblomflugor, och familjen blomflugor. Arten är reproducerande i Sverige. Inga underarter finns listade i Catalogue of Life.